# Kévin Barré
Kévin Barré (* 25. Januar 1990 in Cholet) ist ein französischer Fußballspieler.

## Karriere
Barré begann das Fußballspielen bei einem kleinen Verein aus La Roche-sur-Yon, von wo aus er zum Profiverein FC Nantes wechselte. Bei Nantes stand er ab 2009 im Profikader. Am 14. Mai 2010 gab er am letzten Spieltag der Saison beim 1:3 gegen den SM Caen sein Zweitligadebüt, wobei er in der Startformation stand. Allerdings wurde er nicht für weitere Spiele berücksichtigt und sein Vertrag im Sommer 2011 nicht verlängert. Ein Grund dafür waren fortwährende Verletzungsprobleme. Nach zwei Monaten ohne Arbeitgeber unterschrieb er im September beim OC Vannes, wo er aber lediglich für die Reservemannschaft vorgesehen wird. Er lief ein Jahr für das fünftklassige Team auf und entschied sich nach der Mitteilung, dass er trotz seines Formanstiegs nicht für die erste Mannschaft in Frage komme, für einen Wechsel zum Viertligisten Vendée Fontenay. Dort konnte er sich im Team etablieren.